# 衣川里佳
衣川里佳（日语：／ Kinugawa Rika，1993年12月17日—），是日本的女性聲優，FIRST WIND production所屬。

## 人物
東京都出身，身高157公分，血型O型。

## 演出作品
※粗體字代表主要角色。

### 電視動畫
2013年
- 我不受歡迎，怎麼想都是你們的錯！

2015年
- 城下町的蒲公英（小學男生）
- 新妹魔王的契約者（女）

2016年
- orange橘色奇蹟（茅野貴子[1]）
- HUNDRED百武裝戰記（莉迪·史坦伯格）
- 三者三葉（女性客）
- 魔裝學園H×H（飛彈怜悧[2]）
- 灼熱的桌球娘（伯勞山桌球社員1）

2017年
- 猜謎王（女性教師）

2018年
- 爆肝工程師的異世界狂想曲（母親、伊歐娜、煉金屋女店員）
- 粗點心戰爭2（小學生B）
- 冷然之天秤（奧千滿兆子）
- 妖怪旅館營業中（葵的母親）
- 錢進球場（球場女播音員）
- 棒球大聯盟2nd（上級生B）
- DEVILSLINE 惡魔戰線（女子學生、男孩子）
- 琴之森（房東、譽子姐、主持人）
- 遙的接球（裁判）
- GRAND BLUE碧藍之海（學生B）
- 佐賀偶像是傳奇（夕霧[3]）

2019年
- BanG Dream! 2nd Season（評論員、女子、黑服、攝影師）
- 天使降臨到我身邊！（山中老師）
- 五等分的新娘（女性教師、圖書委員）
- 騷亂時節的少女們（藤本、本鄉姐、女學生）
- 歌舞伎町夏洛克（陪酒女郎）
- 小書痴的下剋上：為了成為圖書管理員不擇手段！（珂琳娜）

2020年
- 成群結伴！西頓學園（ギャルライオンのリーダー、板東ルカ）
- 淘氣貓2020：家有圓圓？！～我家的圓圓你知道嗎～（大塚チョコ）
- 噴嚏大魔王2020（阿姨）
- 戀與製作人～EVOL×LOVE～（郝美麗）

2021年
- 怪物事變（OL、怪物、記者、雪女子）
- 賽馬娘 Pretty Derby Season 2（成田白仁）
- 五等分的新娘∬（女性教師）
- 佐賀偶像是傳奇 捲土重來（夕霧）
- 平穩世代的韋駄天們（人、母親、女、提塔）
- SELECTION PROJECT（今鵜奈美）
- 陰陽眼見子（鬼怪）

2022年
- 小書痴的下剋上：為了成為圖書管理員不擇手段！第3期（珂琳娜[4]）
- 盾之勇者成名錄 Season2（羅米娜）
- 聯盟空軍航空魔法音樂隊 光輝魔女（老婦人的女兒）
- 金裝的維爾梅～瀕臨留級的學生與最強災害掉入魔法世界～（考官助手）
- 福星小子（女學生、女性客、女子）

2023年
- 聖者無雙～上班族的異世界生存之道～（盧米娜[5]）
- 殭屍100～在成為殭屍前要做的100件事～（殭屍5[6]）

2024年
- 天穗之咲稻姬（心環[7]）

### 劇場動畫
2025年
- 劇場版 佐賀偶像是傳奇 夢銀河天國（夕霧[8]）

### 遊戲
2015年
- 我家公主最可愛（縫包姬 艾妮·泰迪）
- 輝星的反叛（帕特羅克洛斯、莫莉卡）
- Valiant Knights（莉蒂雅·凱特）
- ROOT∞REXX（日语：ROOT∞REXX）（少年時期的九条駿、女A）

2016年
- 英國偵探Mysteria（日语：英国探偵ミステリア）（艾莉西亞、麥克勞德女士）

2018年
- 人中之龍online（ソフィアとは）

2022年
- Alice Fiction（宮本武藏）

2023年
- 怪物彈珠（貝棘帖葩拉）

2024年
- 無期迷途（瓦尼菈）

### 廣播劇CD
- 小書痴的下剋上：為了成為圖書管理員不擇手段！ 廣播劇CD8（珂琳娜、少女喬琪娜[9]）

### 音樂CD
| 發售日期 | 標題                           | 名義                                                  | 樂曲                        | 商業搭配                         |
| 2016年   | 2016年                         | 2016年                                                | 2016年                      | 2016年                           |
| -------- | ------------------------------ | ----------------------------------------------------- | --------------------------- | -------------------------------- |
| 6月22日  | TABOOLESS                      | 克蕾亞（M・A・O）&莉迪（衣川里佳）&艾麗卡（牧野由依） | 「TABOOLESS」 「FIREWORKS」 | 電視動畫「HUNDRED百武裝戰記」ED  |
| 2018年   |                                |                                                       |                             |                                  |
| 11月28日 | 徒花ネクロマンシー             | フランシュシュ                                        | 「徒花ネクロマンシー」      | 電視動畫「佐賀偶像是傳奇」OP     |
| 11月28日 | 光へ                           | フランシュシュ                                        | 「光へ」                    | 電視動畫「佐賀偶像是傳奇」ED     |
| 12月21日 | ゾンビランドサガ BD第1巻特典CD | フランシュシュ                                        | 「目覚めRETURNER」          | 電視動畫「佐賀偶像是傳奇」插入歌 |
| 12月21日 | ゾンビランドサガ BD第1巻特典CD | デス娘（仮）                                          | 「ようこそ佐賀へ」          | 電視動畫「佐賀偶像是傳奇」插入歌 |
| 12月21日 | ゾンビランドサガ BD第1巻特典CD | グリーンフェイス                                      | 「DEAD or RAP!!!」          | 電視動畫「佐賀偶像是傳奇」插入歌 |

## 外部連結
- （日語） （页面存档备份，存于）
- （日語）事務所公開簡歷(舊版本)